# Остров Голомянный (полярная станция)
Полярная станция «Остров Голомянный»  — гидрометеорологическая полярная станция на острове Голомянный, архипелага Северная Земля. Работает на нынешнем месте с 1954 года.

## История
В 1930 году ледокольным пароходом «Г. Седов» на маленький островок, названный Домашним, у западных берегов Северной Земли были высажены четверо полярников – Г. А. Ушаков (начальник экспедиции), Н. Н. Урванцев (геолог), С. Н. Журавлёв (каюр), В. В. Ходов (радист). Здесь, на широте 70º30' и долготе 91º08' была основана полярная станция, где уже 1 октября 1930 года начались магнитные, метеорологические, гидрологические и аэрологические научные наблюдения. За 1930-32 годы полярники завершили подробное описание всех островов Северной Земли.
В сентябре 1954 года полярная станция с острова Домашний была перебазирована на остров Голомянный, куда годом раньше на пароходе «Кировоград» прибыли строители Игарстроя в количестве 11 человек для строительства новой станции. Морская гидрометеорологическая полярная станция Остров Голомянный открыта весной 1954 года Управлением полярных станций и научных учреждений при Главном управлении Северного морского пути. Гидрометеорологические наблюдения начаты 14 июня 1954 года.
Полярная станция находится на северо-западной оконечности острова Голомянный. Остров расположен в северо-восточной части Карского моря и является западной частью архипелага Седова. Ближайшие к нему острова: Средний, Домашний. Остров Голомянный соединен с островом Средний узкой песчано-галечной косой длиной около 1 км. Поэтому фактически он является мысом острова Средний. Вблизи станции протекает ручей, питающийся за счет таяния снегов. Перекрытый плотиной он создает запас питьевой воды для станции. Примерно в 15 км к востоку на о. Средний размещены действующая погранзастава и аэродром Остров Средний. Аэродром практически ежегодно в весеннее время используется для транзитной переброски туристов, в основном иностранных, на Северный полюс. 
Метеорологическая площадка расположена на западном пологом склоне острова в 85 м к востоку от служебного здания станции, в 50 м от берега моря. В 200-250 м к юго западу находятся другие постройки: жилой дом, дизельная, баня, склады.

## Примечания

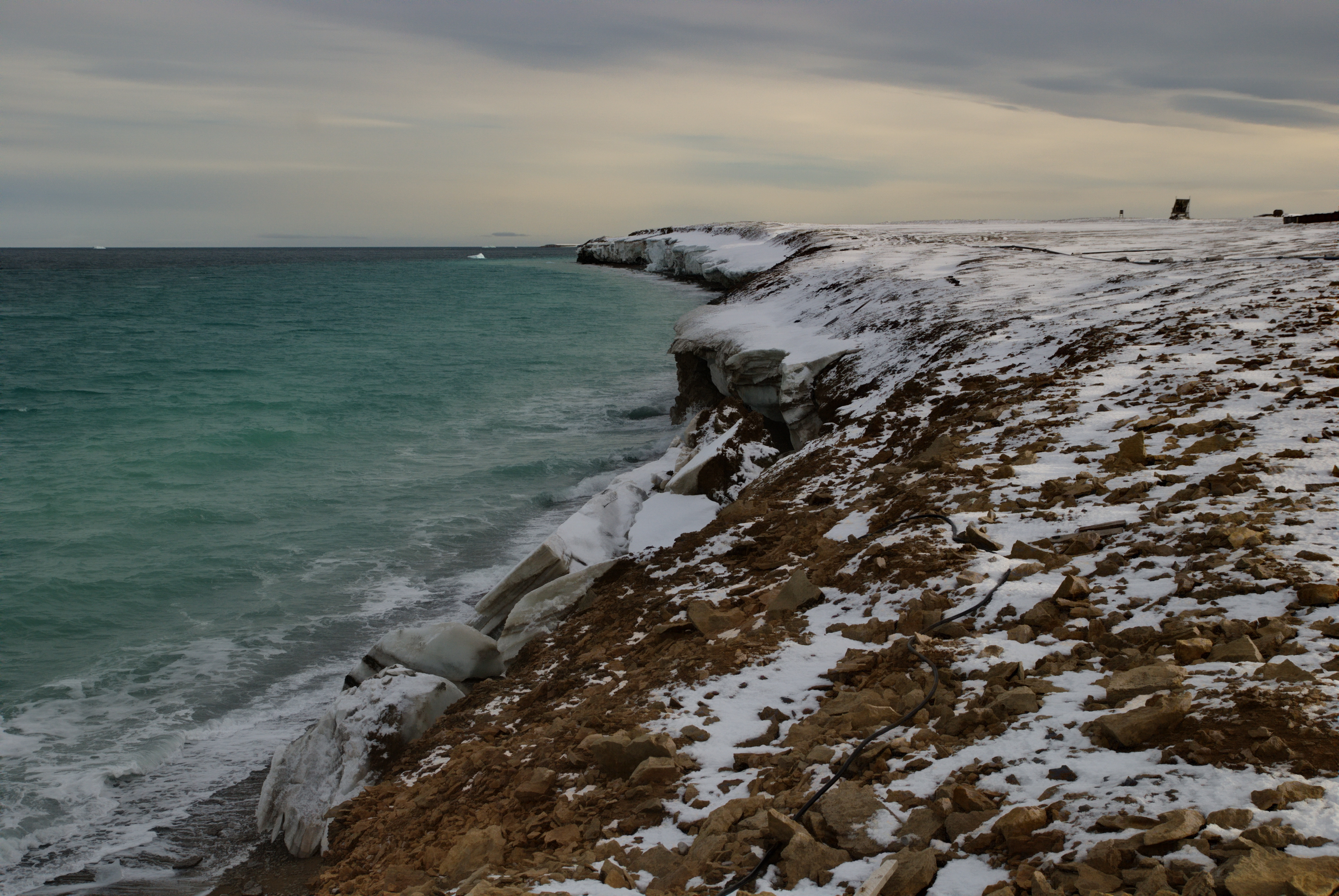
Побережье острова Голомянный в окрестностях полярной станции